# ان (خواننده)
چا هاک یون (کره‌ای: 차학연؛ زادهٔ ۳۰ ژوئن ۱۹۹۰) شناخته شده با نام هنری اِن (انگلیسی: N)، خواننده، بازیگر و مجری اهل کره جنوبی در حال فعالیت زیرنظر کمپانی جلی‌فیش می‌باشد. او به عنوان عضوی از گروه ویکس در می ۲۰۱۲ شروع به‌کار کرد. او کار خود را در بازیگری از سال ۲۰۱۴ با سریالی با عنوان «پادشاه هتل» با نقش نوآه آغاز کرد. بعد از آن او در سریال‌هایی همچون «خانواده در حال آمدن است» در سال ۲۰۱۵، «تشویق کن» در سال ۲۰۱۵ و «پسر فردا» در سال ۲۰۱۶ ایفای نقش داشته‌است. او مجری‌گری رادیوی خود را در سال ۲۰۱۵ با برنامهٔ «ویکس ان کی‌پاپ» آغاز کرد.

## اوایل زندگی
متولد چانگوون کره‌جنوبی، خانوادهٔ او متشکل از او، پدر و مادرش، یک برادر بزرگ‌تر و دو خواهر بزرگ‌تر می‌شود. او در دانشگاه هوان تحصیل کرده و یک سال را در ژاپن گذرانده‌است. قبل از شروع کارش همراه با ویکس، او در موزیکالی با عنوان «آهنگ عاشقانهٔ گوانگ‌هامون» حضور داشته و در مسابقات رقص بسیاری شرکت کرده‌است. او پیشینهٔ طولانی در رقص به‌خصوص در سبک‌های هیپ‌هاپ، باله، جاز و هم دوره دارد. در سال ۲۰۰۹، او در مسابقه‌ای که توسط کمپانی‌های اِس‌اِم، وای‌جی و جی‌وای‌پی برگزار می‌شد شرکت کرد و جایزه‌ای هم دریافت کرد. رقص چشم‌بستهٔ او، که طراحی آن هم توسط خودش بوده، جایزهٔ بزرگ را در جشنوارهٔ رقص جوانان کره دریافت کرد.

## زندگی کاری

### ۲۰۱۲–۲۰۱۳: شروع کار با ویکس و برنامه‌های متفرقه
اِن یکی از ده کارآموزی بود که در برنامهٔ اِم‌نت با نام مایدول شرکت کرد و به عنوان عضوی از گروه شش نفرهٔ پسرانه ویکس انتخاب شد. او نهایتاً در سال ۲۰۱۲ همراه با ویکس با آهنگ ابر قهرمان شروع به کار کرد. او هم‌چنین در ویدیوی «بذار این از بین بره» از بریان جو و «تکونش بده» از سو این گوک حضور داشته‌است.
در سال ۲۰۱۲، بعد از شروع به کار با ویکس، او عضوی از برنامهٔ «عاشق و آیدول» شد.
در سال ۲۰۱۳ همراه با انتشار آلبوم جکیل از ویکس، اِن طراحی رقص آهنگ «توی فوق‌العاده» را برای ریپکیج هاید انجام داد. او هم‌چنین در قسمت چهارم سریال وارثان همراه با دیگر اعضای گروه حصور داشته. در همان سال او اجراهایی دیگر از ویکس همچون «تاریکی رو روشن کن» را طراحی کرد و طراحی رقص استیج ویژهٔ ویکس با آهنگ «سنگسارِ عشق شده» از جاستین تیمبرلیک هم توسط او صورت پذیرفته‌است.

### ۲۰۱۴–۲۰۱۵: بیگ بیونگ، شروع بازیگری، مجری‌گری
در سال ۲۰۱۴، اِن در برنامه‌های زیادی حضور داشت. در برنامهٔ «ضربه‌ساز» او به عنوان عضوی از گروه بیگ بیونگ، همراه با هیوک و جکسون وانگ از گات‌سون و سانگجه از بی تو بی درآمد. نام هنری او در این گروه دولبکی بود و آن‌ها دو سینگل با نام‌های «استرس، بیخیال!» و «ماهی مرکب میسو» منتشر کردند.
اِن اولین تجربهٔ بازیگری خود را در سریال «پادشاه هتل» با نقشی شاد و سرزنده داشت. او همین‌طور همراه با هونگ‌بین در ویدیوی «شکلات نعنایی» از مامامو و کی‌ویل حضور داشت.
در سال ۲۰۱۵، اِن دومین تجربهٔ خود در بازیگری را با بازی در سریال «خانواده در حال آمدن است» گذراند. او همچنین در «مرد دونده» هم حضور یافت. ذر سال ۲۰۱۵، اِن برنامهٔ رادیویی خود را با عنوان «ویکس اِن کی‌پاپ» ساخت. او همین‌طور به عنوان مجری در برنامه‌های زیادی حضور داشته‌است.
در اواخر ژوئیه ۲۰۱۵، تأیید شد که اِن در برنامهٔ «قانون جنگل» حضور خواهد داشت که در سپتامبر پخش شد. در اوت ۲۰۱۵، اِن به عنوان مجری همراه برنامه ویکلی آیدول همراه با کوان مینا از ای او ای و اوه هایونگ از ای پینک انتخاب شد. او هم‌چنین در سریال «تشویق کن» با نقش‌ها دونگ جائه که شخصیتی عجیب داشت، به خوبی درخشید.

### ۲۰۱۶–در حال حاضر: وب دراما، آهنگ سریال و موزیکال
در فوریه ۲۰۱۶، اِن در اولین وب درامای خود با کاراکتر آن ته پیونگ ایفای نقش داشت. آن ته پیونگ جوانی بود که از مادربزرگ و خواهر برادرهای خود بعد از مرگ پدرومادرش محافظت می‌کرد، نام این وب دراما «پسر فردا» بود. در سپتامبر، اِن برای اولین بار با همکاری یوایون از ملودی دی آهنگی با عنوان «بدون تو» برای سریال «دبلیو» را خواند. او همین‌طور همراه با هونگ‌بین و چانمی از ای او ای در وب درامایی با اسم «چه خبر از این بچه‌ها» حضور پیدا کرد که در نوامبر پخش شد. او در موزیکال «در بلندی‌ها» نقش اول مرد با نام بنی را بر عهده داشت که از ۲۰ دسامبر ۲۰۱۶ تا ۱۲ فوریه ۲۰۱۷ اجرا داشت. در ژوئیه ۲۰۱۷ مشخص شد که او به همراه جین کیم طراحی رقص ترک چهارم آلبوم دبیو گروه مای‌تین را برعهده داشته‌است.

### کانالِ اِن
چندماه قبل از شروعِ سربازیِ اِن او اقدام به ایجاد کانالی در یوتیوب کرد که در آن کلیپ‌هایی از رقصیدن، کنسرت‌ها و طرفدارانش را تحت عنوان «ضبط امروز» آپلود می‌کند.
در ۴ مارس ۲۰۱۹، اِن به ارتش برای گذراندن دورهٔ سربازی پیوست. او ویدیویی از کوتاهی مویش را به‌علاوهٔ نامه‌ای به استارلایت‌ها به اشتراک گذاشت.

## دیسکوگرافی

### تک‌آهنگ
| عنوان                                                                         | سال    | وضعیت در نمودار | فروش           | آلبوم                   |
| عنوان                                                                         | سال    | گائون کره       | فروش           | آلبوم                   |
| همکاری                                                                        | همکاری | همکاری          | همکاری         | همکاری                  |
| ----------------------------------------------------------------------------- | ------ | --------------- | -------------- | ----------------------- |
| "استرس، بیخیال" (با هیوک و جکسون و سانگجه به عنوان بیگ بیونگ)                 | ۲۰۱۴   | —               | —              | Non-album singles       |
| "ماهی مرکب میسو" (오징어 된장) (با هیوک با جکسون و سانگجه به عنوان بیگ بیونگ) | ۲۰۱۵   | —               | —              | Non-album singles       |
| آهنگ سریال                                                                    |        |                 |                |                         |
| "بدون تو" (니가 없는 난) (با یو ایون از ملودی دِی)                             | ۲۰۱۶   | ۹۸              | - کره: ۲۶٬۲۶۰+ | آهنگ سریال دبلیو        |
| "لبه" (가장자리)                                                              | ۲۰۱۸   | نامشخص          | —              | آهنگ سریال بچه‌های هیچ‌کس |

### ضبط‌های دیگر
| سال  | آهنگ           | یادداشت               |
| ---- | -------------- | --------------------- |
| ۲۰۱۵ | "بالاتر از من" | کاور از شین سئونگ هون |
| ۲۰۱۷ | "با اشک"       | کاور از گو هان وو     |

### ترانه‌سرایی
| سال  | آهنگ                | آلبوم                                                | هنرمند | نقش                              |
| ---- | ------------------- | ---------------------------------------------------- | ------ | -------------------------------- |
| ۲۰۱۷ | "کاکتوس"            | لالالا~بابت عشقت ممنونیم (ラララ ～愛をありがとう～) | ویکس   | آهنگساز و ترانه‌سرا               |
| ۲۰۱۸ | "شباهت" (닮아)      | ادو ویکس                                             | ویکس   | آهنگساز و ترانه‌سرا               |
| ۲۰۱۹ | "قدم‌زدن" (걷고있다) | قدم‌زدن (걷고있다)                                    | ویکس   | آهنگساز و ترانه‌سرا همراه با راوی |

## فیلم‌شناسی

### درام تلویزیونی
| سال  | عنوان                   | نقش           | شبکه          | یادداشت                 |
| ---- | ----------------------- | ------------- | ------------- | ----------------------- |
| ۲۰۱۳ | وارثان                  | خودش          | اس‌بی‌اس        | با اعضای ویکس در قسمت ۴ |
| ۲۰۱۴ | پادشاه هتل              | نوآه          | ام‌بی‌سی        | نقش همراه               |
| ۲۰۱۵ | خانواده در حال آمدن است | چا هاک‌یون     | اس‌بی‌اس        | نقش همراه               |
| ۲۰۱۵ | تشویق کن!               | ها دونگ جه    | کی‌بی‌اس        | نقش دوم اصلی مرد        |
| ۲۰۱۶ | پسر فردا                | آن ته پیونگ   | تلویزیون نیور | وب دراما، نقش اصلی      |
| ۲۰۱۶ | چه خبر با این بچه‌ها     | چویی گوم سون  | تلویزیون نیور | وب دراما، نقش اصلی      |
| ۲۰۱۷ | تونل                    | پارک کوانگ هو | اوسی‌اِن        | نقش همراه               |
| ۲۰۱۷ | خانم کامل               | بریان لی      | کی‌بی‌اس ۲      | نقش همراه               |
| ۲۰۱۸ | همسر آشنا               | کیم هوان      | تی‌وی‌اِن        | نقش مکمل                |
| ۲۰۱۸ | بچه‌های هیچ‌کس            | لی اون‌هو      | ام‌بی‌سی        | نقش اصلی                |

### برنامه‌های متفرقه
| سال       | عنوان                    | شبکه          | یادداشت                                                       |
| --------- | ------------------------ | ------------- | ------------------------------------------------------------- |
| ۲۰۱۲      | عاشق و آیدول فصل ۲       | تی‌وی‌اِن        | مهمان                                                         |
| ۲۰۱۴      | نمایش ۴ چیز              | اِم‌نت          | ستاره اصلی                                                    |
| ۲۰۱۴      | ضربه‌ساز                  | ام‌بی‌سی اِوری ۱ | نقش اصلی                                                      |
| ۲۰۱۴      | اولین روز کار فصل ۳      | تی‌وی‌اِن        | نقش اصلی                                                      |
| ۲۰۱۵      | ضربه‌ساز فصل ۲            | ام‌بی‌سی اِوری ۱ | نقش اصلی                                                      |
| ۲۰۱۵      | شو! موزیک کور            | ام‌بی‌سی        | مجری همراه با یری از رد ولوت و مینهو از شاینی                 |
| ۲۰۱۵      | مهمانیِ مجردها            | ام‌بی‌سی اِوری ۱ | مهمان                                                         |
| ۲۰۱۵      | ۱۰۰ نفر۱۰۰ آهنگ          | جی‌تی‌بی‌سی      | مسابقه دهنده                                                  |
| ۲۰۱۵      | به‌سوی مدرسه              | جی‌تی‌بی‌سی      | مهمان (قسمت‌های ۵۳ تا ۵۶)                                      |
| ۲۰۱۵      | قانون جنگل در نیکاراگوئه | اس‌بی‌اس        | مهمان (قسمت‌های ۱۸۱ تا ۱۸۴)                                    |
| ۲۰۱۵–۲۰۱۶ | آیدول هفتگی              | ام‌بی‌سی اِوری ۱ | مجری همراه با کوان مینا (ای او ای) و اوه هایونگ (ای پینک)     |
| ۲۰۱۶      | رفاقت افراد مشهور        | ام‌بیگ تی‌وی    | مهمان، فصل هفت همراه با لی وون گئون                           |
| ۲۰۱۷      | پادشاه خوانندهٔ صاحب ماسک | ام‌بی‌سی        | مسابقه دهنده به عنوان «دارت‌باز موردعلاقم رو دارم» در قسمت ۱۰۱ |
| ۲۰۱۷      | شاهزادهٔ رژ لب            | آن‌استایل      | مهمان فصل دو                                                  |
| ۲۰۱۸      | موزیک بانک               | کی‌بی‌اس        | همراه با آن سول بین (قسمت ۹۲۹)                                |
| ۲۰۱۸      | سفر جنگی                 | کی‌بی‌اس ۲      | مجری ویژه (قسمت ۷۸) شرکت کننده همراه با هونگ‌بین (قسمت ۹۱–۹۳)  |

## رادیو
| سال  | ایستگاه             | عنوان         | یادداشت                              |
| ---- | ------------------- | ------------- | ------------------------------------ |
| ۲۰۱۵ | رادیوی قدرتی اس‌بی‌اس | ویکس اِن کی‌پاپ | میزبان از ۲ می ۲۰۱۵ تا ۲ نوامبر ۲۰۱۵ |

## موزیکال
| سال       | عنوان                 | نقش           | یادداشت   |
| --------- | --------------------- | ------------- | --------- |
| ۲۰۱۲      | آهنگ عشق گوانگ هوامون | —             | نقش همراه |
| ۲۰۱۶–۲۰۱۷ | در بلندی‌ها            | بنی           | نقش اصلی  |
| ۲۰۱۷      | مصاحبه                | گوردون سینکلر | نقش اصلی  |